# نوفوتيل
نوفوتيل هي علامة تجارية فندقية متوسطة الحجم تركز على التصميم الحديث والطبيعي والبديهي، وتملكها شركة أكور، بالإضافة إلى مكان الإقامة الرئيسي للشركة. تم إنشاء الشركة في عام 1967 في فرنسا ، ونمت لتصبح ما أصبح مجموعة أكور في عام 1983 ، وظلت نوفوتيل علامة تجارية أساسية لاستراتيجية مجموعة أكور متعددة العلامات التجارية. تدير نوفوتيل 492 فندقاً في 59 دولة (2018).